# Salmo ohridanus
Salmo ohridanus је зракоперка из реда Salmoniformes и фамилије Salmonidae. 

## Угроженост
Ова врста се сматра рањивом у погледу угрожености врсте од изумирања.

## Распрострањење
Присутна је у следећим државама: Албанија и Македонија.

## Станиште
Станиште врсте су слатководна подручја, тачније Охридско језеро.